# Norwegia na Letnich Igrzyskach Olimpijskich 1908
Norwegię na IV Letnich Igrzyskach Olimpijskich w roku 1908 w Londynie reprezentowało 69 sportowców (sami mężczyźni) startujących w 7 dyscyplinach.

## Zdobyte medale
| Medal  | Zawodnik | Dyscyplina    | Konkurencja                                      | Rezultat                                         |
| ------ | --- | ------------- | ------------------------------------------------ | ------------------------------------------------ |
| Złoto  | Albert Helgerud | Strzelectwo   | karabin dowolny trzy postawy 300 m indywidualnie | 909 pkt                                          |
| Złoto  | Albert Helgerud Ole Sæther Gudbrand Skatteboe Olaf Sæther Jul Braathe Einar Liberg | Strzelectwo   | karabin dowolny trzy postawy 300 m drużynowo     | 5055 pkt                                         |
| Srebro | Arthur Amundsen Carl Albert Andersen Otto Authén Herman Bohne Trygve Bøyesen Oskar Bye Conrad Carlsrud Sverre Grøner Harald Halvorsen Harald Hansen Peter Hol Eugen Ingebretsen Ole Iversen Per Mathias Jespersen Sigurd Johannessen Nicolai Kiær Carl Klæth Thor Larsen Rolf Lefdahl Hans Lem Anders Moen Frithjof Olsen Paul Pedersen Carl Alfred Pedersen Sigvard Sivertsen John Skrataas Harald Smedvik Andreas Strand Christian Olaf Syvertsen Thomas Thorstensen | Gimnastyka    | wielobój drużynowo                               | 425 pkt                                          |
| Srebro | Arne Halse | Lekkoatletyka | rzut oszczepem mężczyzn                          | 50,57 m                                          |
| Srebro | Jacob Gundersen | Zapasy        | styl wolny kategoria ciężka                      | w finale przegrał z Brytyjczykiem Conem O’Kellym |
| Brąz   | Edvard Larsen | Lekkoatletyka | trójskok mężczyzn                                | 14,39 m                                          |
| Brąz   | Arne Halse | Lekkoatletyka | rzut oszczepem stylem dowolnym mężczyzn          | 49,73 m                                          |
| Brąz   | Ole Sæther | Strzelectwo   | karabin dowolny trzy postawy 300 m indywidualnie | 883 pkt                                          |

## Skład kadry

### Gimnastyka
| Zawodnik | Konkurencja            | Finał  | Finał   |
| Zawodnik | Konkurencja            | Wynik  | Miejsce |
| --- | ---------------------- | ------ | ------- |
| John Skrataas | wielobój indywidualnie | 154,5  | 67.     |
| Peter Hol | wielobój indywidualnie | 152,50 | 70.     |
| Carl Klæth | wielobój indywidualnie | 142,00 | 76.     |
| Frithjof Olsen | wielobój indywidualnie | 127,50 | 82.     |
| Conrad Carlsrud | wielobój indywidualnie | 124    | 84.     |
| Ole Iversen | wielobój indywidualnie | 117,00 | 92.     |
| Eugen Ingebretsen | wielobój indywidualnie | 109,00 | 94.     |
| Per Mathias Jespersen | wielobój indywidualnie | 120,50 | 97.     |
| Arthur Amundsen, Carl Albert Andersen, Otto Authén, Herman Bohne, Trygve Bøyesen, Oskar Bye, Conrad Carlsrud, Sverre Grøner, Harald Halvorsen, Harald Hansen, Petter Hol, Eugen Ingebretsen, Ole Iversen, Per Mathias Jespersen, Sigge Johannessen, Nicolai Kiær, Carl Klæth, Thor Larsen, Rolf Lefdahl, Hans Lem, Anders Moen, Frithjof Olsen, Carl Alfred Pedersen, Paul Pedersen, Sigvard Sivertsen, John Skrataas, Harald Smedvik, Andreas Strand, Olaf Syvertsen, Thomas Thorstensen | wielobój drużynowo     | 425    | srebro  |

### Lekkoatletyka
Konkurencje biegowe
| Konkurencja        | Zawodnik         | Eliminacje         | Eliminacje         | Półfinał      | Półfinał      | Finał         | Finał         |
| Konkurencja        | Zawodnik         | Wynik              | Miejsce            | Wynik         | Miejsce       | Wynik         | Miejsce       |
| ------------------ | ---------------- | ------------------ | ------------------ | ------------- | ------------- | ------------- | ------------- |
| 100 m              | Oscar Guttormsen | 12,0               | 2.                 | Nie awansował | Nie awansował | Nie awansował | Nie awansował |
| 100 m              | John Johansen    | 11,7               | 2.                 | Nie awansował | Nie awansował | Nie awansował | Nie awansował |
| 200 m              | Oscar Guttormsen | walkower           | 1.                 | b.d           | 4.            | Nie awansował | Nie awansował |
| 400 m              | Oscar Guttormsen | 52,4               | 2.                 | Nie awansował | Nie awansował | Nie awansował | Nie awansował |
| 1500 m             | Nils Dahl        |                    |                    | b.d           | 7.            | Nie awansował | Nie awansował |
| 1500 m             | Oscar Larsen     |                    |                    | b.d           | 4.            | Nie awansował | Nie awansował |
| 110 m przez płotki | Wilhelm Blijstad | Nie ukończył biegu | Nie ukończył biegu | Nie awansował | Nie awansował | Nie awansował | Nie awansował |
| 110 m przez płotki | Oscar Guttormsen | 18,2               | 2.                 | Nie awansował | Nie awansował | Nie awansował | Nie awansował |

Konkurencje techniczne
| Zawodnik         | Konkurencja                   | Finał | Finał   |
| Zawodnik         | Konkurencja                   | Wynik | Miejsce |
| ---------------- | ----------------------------- | ----- | ------- |
| Henry Olsen      | skok w dal                    | b.d   | 21.     |
| Edvard Larsen    | trójskok                      | 14,39 | brąz    |
| Henry Olsen      | trójskok                      | 13,17 | 13.     |
| Oscar Guttormsen | trójskok                      | 13,16 | 14.     |
| Henry Olsen      | skok wzwyż                    | 1,72  | 13.     |
| Otto Monsen      | skok wzwyż                    | b.d   | b.d     |
| Wilhelm Blystad  | skok wzwyż z miejsca          | 1,42  | 8.      |
| Arne Halse       | pchnięcie kulą                | b.d   | 9.      |
| John Falchenberg | rzut dyskiem                  | b.d   | 12.     |
| Arne Halse       | rzut oszczepem                | 50,57 | srebro  |
| John Johansen    | rzut oszczepem                | b.d   | 8.      |
| Arne Halse       | rzut oszczepem w stylu wolnym | 49,73 | brąz    |
| Conrad Carlsrud  | rzut oszczepem w stylu wolnym | b.d   | 10.     |
| John Johansen    | rzut oszczepem w stylu wolnym | b.d   | 10.     |

### Strzelectwo
| Konkurencja                         | Zawodnik                                                                              | Finał                    | Finał                    |
| Konkurencja                         | Zawodnik                                                                              | Wynik                    | Pozycja                  |
| ----------------------------------- | ------------------------------------------------------------------------------------- | ------------------------ | ------------------------ |
| karabin dowolny 3 postawy           | Albert Helgerud                                                                       | 909                      | złoto                    |
| karabin dowolny 3 postawy           | Ole Sæther                                                                            | 883                      | brąz                     |
| karabin dowolny 3 postawy           | Julius Braathe                                                                        | 851                      | 6.                       |
| karabin dowolny 3 postawy           | Olaf Sæther                                                                           | 830                      | 9.                       |
| karabin dowolny 3 postawy           | Georg Erdmann                                                                         | 821                      | 13.                      |
| karabin dowolny 3 postawy           | Kolbjørn Kvam                                                                         | 777                      | 19.                      |
| karabin dowolny 3 postawy           | Olivius Skymoen                                                                       | 760                      | 24.                      |
| karabin dowolny 3 postawy           | Per Olaf Olsen                                                                        | 752                      | 26.                      |
| karabin dowolny 3 postawy           | Mathias Glomnes                                                                       | 563                      | 47.                      |
| karabin dowolny 3 postawy drużynowo | Albert Helgerud Ole Sæther Gudbrand Skatteboe Olaf Sæther Julius Braathe Einar Liberg | 5055                     | złoto                    |
| karabin wojskowy drużynowo          | Ole Sæther Einar Liberg Gudbrand Skatteboe Albert Helgerud Mathias Glomnes Jørgen Bru | 2192                     | 6.                       |
| karabin dowolny indywidualnie       | Jørgen Bru                                                                            | 82                       | 28.                      |
| karabin dowolny indywidualnie       | Georg Erdmann                                                                         | 61                       | 40.                      |
| karabin dowolny indywidualnie       | Asmund Enger                                                                          | 58                       | 41.                      |
| karabin dowolny indywidualnie       | Kolbjørn Kvam                                                                         | 58                       | 41.                      |
| karabin dowolny indywidualnie       | Mathias Glomnes                                                                       | 26                       | 47.                      |
| karabin dowolny indywidualnie       | Olivius Skymoen                                                                       | Nie ukończył konkurencji | Nie ukończył konkurencji |

### Szermierka
| Konkurencja          | Zawodnik       | 1 runda                                                                                                | 1 runda | 2 runda       | 2 runda       | Półfinały     | Półfinały     | Finał         | Finał         | Pozycja       |
| Konkurencja          | Zawodnik       | Przeciwnik                                                                                             | Wynik   | Przeciwnik    | Wynik         | Przeciwnik    | Wynik         | Przeciwnik    | Wynik         | Pozycja       |
| -------------------- | -------------- | --- | ------- | ------------- | ------------- | ------------- | ------------- | ------------- | ------------- | ------------- |
| szpada indywidualnie | Hans Bergsland | Herman Georges Berger Otto Becker Dino Diana Martin Holt Vilém Tvrzský Albert Sarens George van Rossem | P R P W | Nie awansował | Nie awansował | Nie awansował | Nie awansował | Nie awansował | Nie awansował | Nie awansował |

### Wioślarstwo
| M8+ | Otto Krogh Erik Bye Ambrosius Høyer Gustav Hæhre Emil Irgens Hannibal Fegth Wilhelm Hansen Andreas Knudsen Ejnar Tønsager |  |  | 8:16,7 | 2. | Nie awansowali | Nie awansowali | Nie awansowali | Nie awansowali | Nie awansowali | Nie awansowali | Nie awansowali |

### Zapasy
| Konkurencja            | Zawodnik        | 1/16 finału      | 1/8 finału       | Ćwierćfinał           | Półfinały        | Finał             | Miejsce |
| Konkurencja            | Zawodnik        | Przeciwnik Wynik | Przeciwnik Wynik | Przeciwnik Wynik      | Przeciwnik Wynik | Przeciwnik Wynik  | Miejsce |
| ---------------------- | --------------- | ---------------- | ---------------- | --------------------- | ---------------- | ----------------- | ------- |
| styl wolny waga ciężka | Jacob Gundersen |                  | William West W   | Frederick Humphreys W | Ernest Nixson W  | Con O’Kelly Sr. P | srebro  |

### Żeglarstwo
| Zawodnik                                                                  | Konkurencja    | Wyścig           | Wyścig            | Wyścig             | Punkty | Finałowa pozycja |
| Zawodnik                                                                  | Konkurencja    | Wyścig I miejsce | Wyścig II miejsce | Wyścig III miejsce | Punkty | Finałowa pozycja |
| ------------------------------------------------------------------------- | -------------- | ---------------- | ----------------- | ------------------ | ------ | ---------------- |
| Johan Anker Eilert Falch-Lund Einar Hvoslef Magnus Konow Hagbart Steffens | klasa 8 metrów | 3.               | 2.                | 3.                 | 4      | 4.               |